# Enrique Santiago (Musiker)
Enrique Santiago (* 7. September 1939 in Madrid; † 24. Juni 2022) war ein spanischer Bratschist.
Santiago besuchte das Konservatorium seiner Heimatstadt, das er 1961 mit dem Sarasate-Preis abschloss. Danach begann er ein Zusatzstudium bei Max Rostal in Köln. Er war ab 1967 Solobratschist im Stuttgarter Kammerorchester, ab 1972 im Sinfonieorchester des Südwestfunks Baden-Baden und ab 1978 im Radiosinfonieorchester Stuttgart. Daneben arbeitete er auch als Solist mit der Academy of St. Martin in the Fields.
Seit 1975 war Santiago Professor für Viola an der Musikhochschule Stuttgart, deren Prorektor er von 1990 bis 1996 war. 1984 gab er seine Tätigkeit im Orchester zu Gunsten der Lehrtätigkeit und der kammermusikalischen Arbeit auf. U.a. arbeitet er regelmäßig mit dem Melos-Quartett. Santiago war auch Mitglied des nach Anton Diabelli benannten Diabelli Trio, bestehend aus Willy Freivogel (Flöte), Enrique Santiago (Viola) und Siegfried Schwab (Gitarre) mit einem Repertoire das unter anderem Werke der Wiener Klassik, aber auch Kompositionen von Astor Piazolla und Scott Joplin umfasst und dessen Werke beim Münchener Melos Musik Verlag herausgegeben werden. Santiago ist Gründungsmitglied des Ensembles der Villa Musica Rheinland-Pfalz in Mainz, an dessen CD-Einspielungen er mitwirkte. Für die Förderung der spanischen Musik wurde er 1983 von König Juan Carlos I. als Comendador de la Orden de Isabel la Católica ausgezeichnet.